# Suva Reka

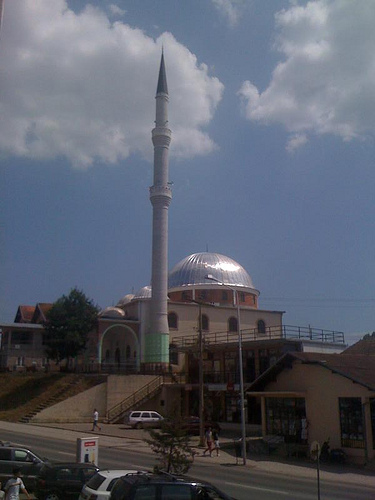
Mezquita Suva Reka (2009)

Suva Reka (albanés: Suharekë o Suhareka; serbio: Сува Река o Suva Reka) es una ciudad ubicada en el sur de Kosovo, en el distrito de Prizren. En 2001 la población total se aproximaba a 80 000 habitantes.
Luego de la guerra de Kosovo los albaneses comenzaron a llamar al pueblo Theranda, que es el nombre de un antiguo fuerte cercano a la ciudad de Prizren.
La ciudad alberga la base militar Campo Casablanca (Camp Casablanca), un centro de operaciones de muchas de las tropas de los países que componen la OTAN (Organización del Tratado de Atlántico Norte), incluyendo a los ejércitos austriaco, suizo y alemán. Ocasionalmente operan allí las tropas estadounidenses.
La base fue establecida originalmente por la Armada de Alemania, con el fin de mantener la presencia de las fuerzas de paz de la OTAN luego del conflicto de Bosnia y Kosovo en la década de 1990.
- Datos: Q59086
- Multimedia: Suva Reka / Q59086